# أوريليوس باتاغليا
أوريليوس باتاغليا (بالإنجليزية: Aurelius Battaglia)‏ (و. 1910 – 1984 م) هو رسام، وكاتب سيناريو من الولايات المتحدة الأمريكية . ولد في واشنطن العاصمة .

## التعليم
تعلم في جامعة جورج واشنطن.

## روابط خارجية
- أوريليوس باتاغليا على موقع IMDb (الإنجليزية)
- أوريليوس باتاغليا على موقع ديسكوغز (الإنجليزية)
- أوريليوس باتاغليا على موقع قاعدة بيانات الفيلم (الإنجليزية)